# Tolna (župa)

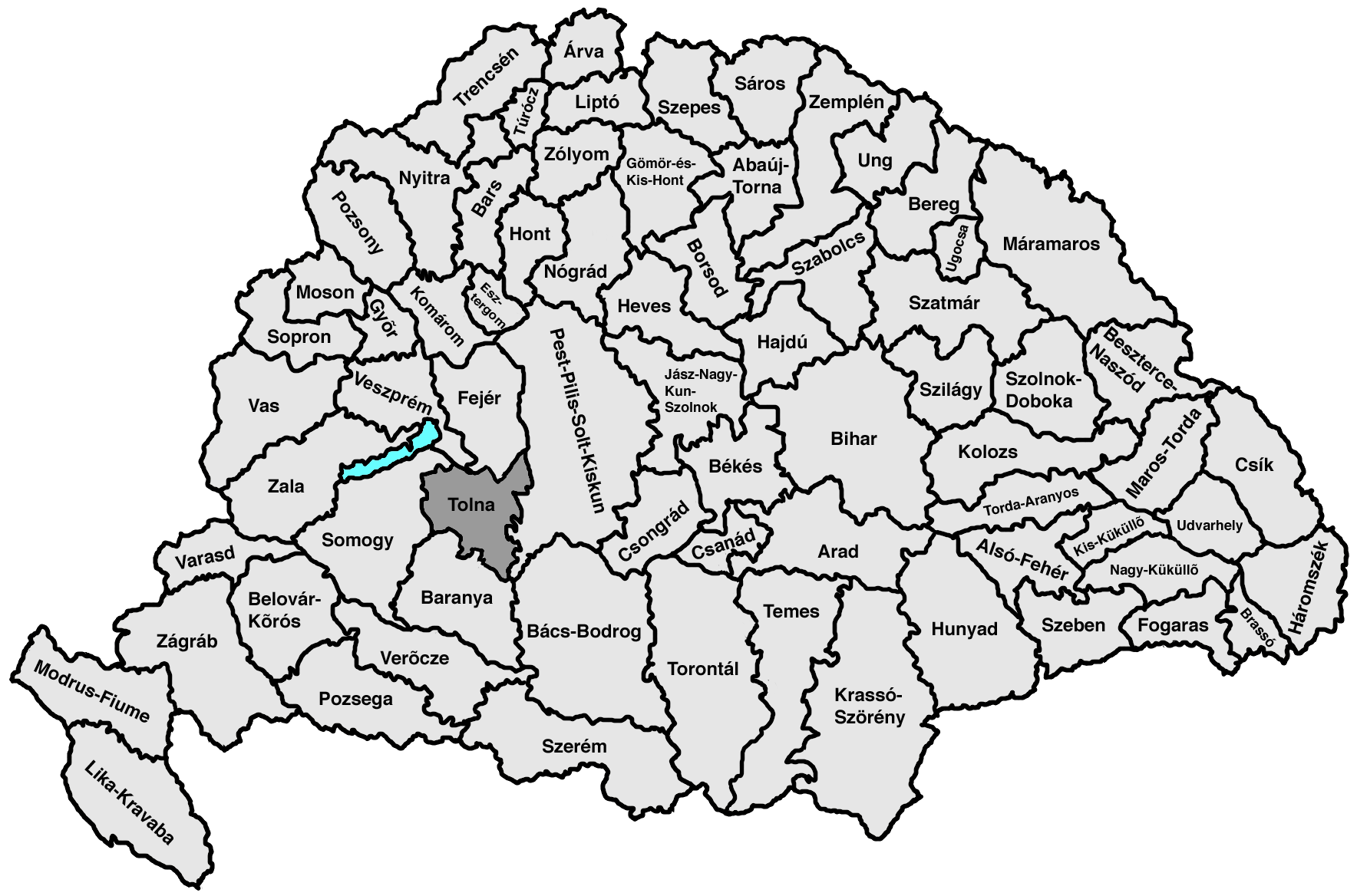
Poloha župy Tolna na mapě Uherska v roce 1910

Tolna je župa v Maďarsku, ležící u břehu Dunaje.

## Charakter župy
Župa hraničí s župami Somogy, Fejér, Bács-Kiskun a Baranya. Na maďarské poměry je její území poměrně hornaté, nacházejí se zde pahorky Völgység na jihu, u Dunaje jsou také bažiny Sárköz. Kromě řek, kterými jsou již zmíněný Dunaj, tvořící její východní hranici, nebo Sió či Kapos tu jsou pak také ještě i plavební kanály. Žije zde 250 000 lidí, a to na území o rozloze 3 704 km², většinou Maďarů. Největším a hlavním městem je Szekszárd, přesto zde existují i další města, která jsou podobně veliká. Silniční i železniční spojení se zbytkem Maďarska je dobré; vedou sem hlavní železniční tratě přímo z Budapešti.